# Lempo
Lempo est le dieu de la fertilité dans la mythologie finnoise. Autrefois associé à l'amour, il est petit à petit devenu une divinité liée au malheur, à la maladie et à la cruauté. Il devient un dieu malfaisant dans la Tradition chrétienne. 

## Culture populaire
- Lempo est un titre de l'album Noita sortis en mai 2015, par le groupe Korpiklaani, composé de vers d'un sort demandant les faveurs amoureuses au dieu.
- Lempo a donné son nom à la planète mineure transneptunienne (47171) Lempo.